# Porcelaine de Bayeux
La porcelaine de Bayeux est une production céramique qui se développe à partir du début du XIXe siècle en Normandie. La manufacture de Bayeux ferme ses portes en 1952.

## Historique

### L'héritage des porcelaines de Valognes
La manufacture de Valognes est fondée en 1793 par M. Le Tellier de la Bertinière.
Il s'agit dans un premier temps d'une manufacture de faïences anglaises, mais face aux difficultés rencontrées pour vendre les marchandises, M. Le Tellier de la Bertinière quitte la manufacture.
Elle passe rapidement sous la direction de Jean-Thomas-Michel Le Masson, inventeur du gisement de kaolin situé aux Pieux dans le Cotentin. La manufacture oriente alors sa production vers la porcelaine. Jean-Thomas-Michel Le Masson, habitant Paris, était né aux Pieux en 1756, ce qui explique qu'il avait connaissance du gisement.
Après son décès en 1802, il est remplacé par le chimiste-minéralogiste Joachim Langlois, issu de la bourgeoisie protestante de la région de Caen (dont il fut maire et président du tribunal de commerce) et doué d’un talent artistique remarquable.
Joachim Langlois séjourne quelques mois à Sèvres, où il étudie la qualité du kaolin des Pieux en compagnie de M. Gosse, lui-même chimiste à la manufacture nationale, et lance réellement la production de porcelaine à Valognes.
La manufacture de Valognes produit jusqu'en 1805 des articles d'usage domestique, et commence à cette date à produire également des porcelaines de luxe. Joachim Langlois employait effectivement des doreurs et peintres formés à l'école de la manufacture nationale de Sèvres, comme Zwinger et Camus.
La fabrication de porcelaine à Valognes prend fin en 1812, date à laquelle la société constituée en 1802 par Langlois pour une durée de 10 ans devait être dissoute.

### Fondation par Joachim Langlois

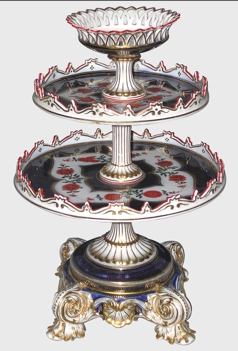
Surtout de table en porcelaine de Bayeux, période Veuve Langlois, 1830-1847

Dès 1810, Joachim Langlois ouvre une nouvelle manufacture de porcelaine qui fabrique à son tour de magnifiques porcelaines, grâce au même gisement des Pieux (épuisé en 1936). Il s'installe dans un ancien couvent de bénédictines du XVIIe siècle.
Joachim Langlois réalise à partir de 1820 les célèbres décors bleu-rouge-et-or d’inspiration Imari, mais aussi les décors chinois (surtout cantonais) qui prospéreront particulièrement après sa mort en 1830.
D'autre part, il diversifie largement la production de la manufacture en proposant quantité de produits industriels pour les laboratoires et pharmacies, comme des marabouts, entonnoirs, pots ou encore mortiers. D'autre articles industriels sont aussi produits, comme des roues de lit ou encore des plaques à dentelle .
Sa veuve, Jeanne-Marie le Cavelier, et ses enfants lui succèdent, mais son fils Frédéric fait sécession en 1840 en créant une manufacture à Isigny en 1839, après rupture avec sa mère qui ne tolérait pas son union avec une catholique. Il doit fermer la manufacture d'Isigny en 1845 en raison de problèmes économiques. Il dirige alors de 1846 à 1848 la Fabrique royale de faïence de la Moncloa (es) près de Madrid.
A Bayeux, la période 1830-1847 est également connue sous la dénomination « période Veuve Langlois », lorsque Mme Langlois dirigeait la manufacture.
Lors de l'exposition nationale des Champs-Élysées à Paris en 1844, la manufacture reçoit une médaille de bronze la récompensant pour la qualité de ses fabrications.
En 1847, les sœurs Jenny et Sophie prennent la relève à la suite du décès de leur mère.

### Vente à la famille Gosse
En 1850, les héritiers doivent vendre l’entreprise à François Gosse, décorateur de céramique à Paris. Celui-ci diversifie la production sans jamais abandonner les décors antérieurs : un décorateur réputé de la période Gosse est Louis Florens, qui signe ses œuvres des lettres L F. Gosse développe énormément la porcelaine de chimie qui profitait des caractéristiques de dureté de la matière première régionale et qui eut bientôt une renommée mondiale. La porcelaine de luxe devient alors secondaire à Bayeux, face à la forte concurrence des porcelaines de Paris et de Limoges.
Au décès de François Gosse en 1870, son fils Paul lui succède. Il dirige la manufacture deux années durant, avant de décéder à son tour. Sa veuve prend la relève jusqu'en 1878.

### Reprise par la famille Morlent et fermeture

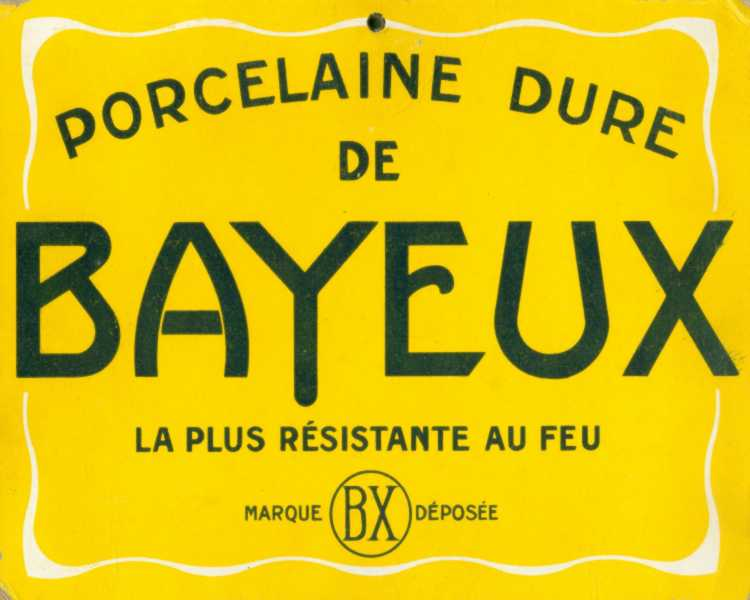
Publicité pour la porcelaine de Bayeux datant des années 1930

À la famille Gosse, succède en 1878 une famille d’ingénieurs céramistes, les Morlent, qui cantonnent la production à une porcelaine d’usage domestique (vaisselle blanche ou à décor au barbeau ou bleu pomme, puis bleu marguerite et bleu de saxe), chimique, sanitaire ou électrique.
Les imitations de porcelaine de Chine ou du Japon sont abandonnées en raison des bas prix des produits en provenance de ces pays.
Après une tentative de modernisation en 1951, la manufacture doit fermer, le four tunnel nouvellement installé ne fonctionnant pas. Cette fin contraste avec l’excellence antérieure qui a toujours placé la manufacture à la pointe des technologies de son époque et qui est illustrée par les nombreuses récompenses reçues, notamment lors d’expositions nationales ou internationales, tout au long du XIXe siècle.

### Postérité
Les productions de Bayeux sont aujourd’hui encore très prisées, à tel point qu’elles sont parmi les plus chères du marché des céramiques. La collection publique de référence est celle du musée Baron Gérard à Bayeux. La manufacture de porcelaine de Bayeux est aujourd'hui une résidence privée.